# Sanctuaire de la Consolata
Le sanctuaire de la Consolata est une basilique construite au XVIIIe siècle à Turin et confié à la congrégation des Missionnaires de la Consolata.

## Histoire

### Fondation
Le Chronicon Novalicense (rédigé au XIe siècle) affirme que les religieux présents aujourd'hui à la Consolata sont initialement des moines bénédictins de l'abbaye de Novalaise, contraints de se réfugier à Turin en 906 à cause de l'avancée des troupes sarrasines. La Cronaca di Fruttuaria affirme quant à elle qu'en 1016, Arduin d’Ivrée eut une vision de la Vierge Marie, de saint Benoît et de Marie de Magdala lui ordonnant de construire trois sanctuaires : la Consolata, le Mont Sacré de Belmonte et le Mont Sacré de Crea. À la suite de celle-ci, Arduin, usurpateur du trône d'Italie, déposa ses titres et se fit moine.

### L'image miraculeuse
Une icône de la Vierge Marie Consolatrice aurait été retrouvée près de l'église Saint-André par un jeune aveugle de Briançon, Jean Ravais (Giovanni Ravacchio). Cette icône aurait alors été placée dans une chapelle de cette église, et attiré de nombreux pèlerins et accompli de nombreux miracles dont témoignent les ex-voto affichés à de nombreux emplacements dans le sanctuaire.

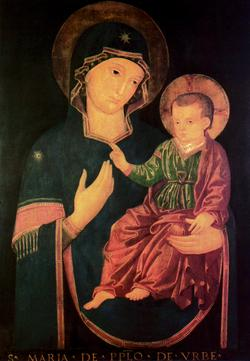
Icône de la Consolata.

### L'arrivée des Cisterciens

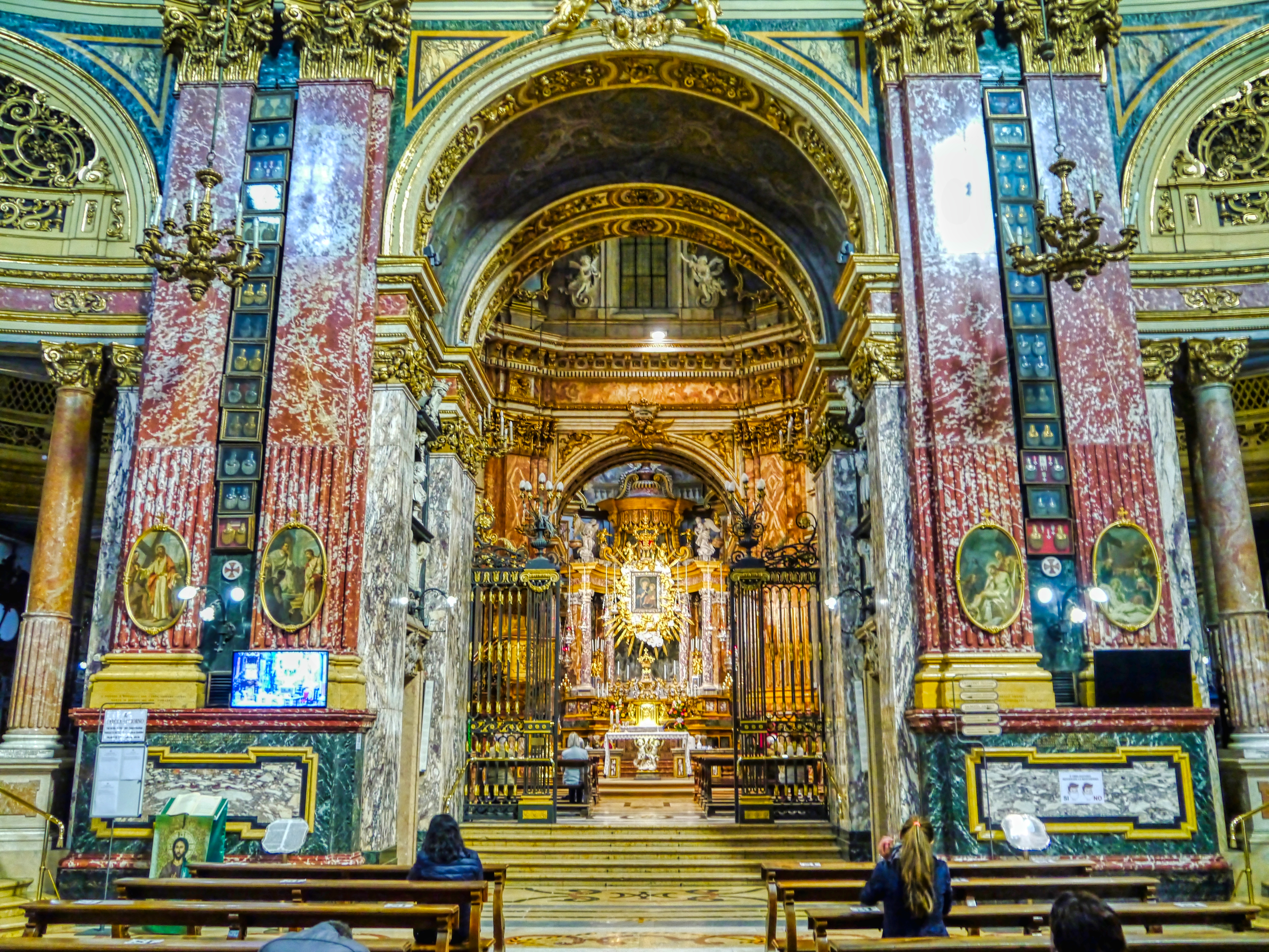
Le chœur et le maître-autel avec l'icône.

En 1584, Mgr Angelo Peruzzi, évêque de Sarsina, en visite apostolique, trouve le sanctuaire en état de ruine. Les moines bénédictins sont alors remplacés en 1589 par les cisterciens.

### La construction de l'église actuelle
En 1678, les cisterciens décident de construire une nouvelle église et font appel à Guarino Guarini, architecte de Teano. L'église, de style baroque,  est achevée en 1706 ; une deuxième phase d'agrandissement, comprenant le presbytère rond abritant l'image de la Vierge, fut réalisée entre 1729 et 1740 par Filippo Juvarra,.

### Divers changements auXIXesiècle

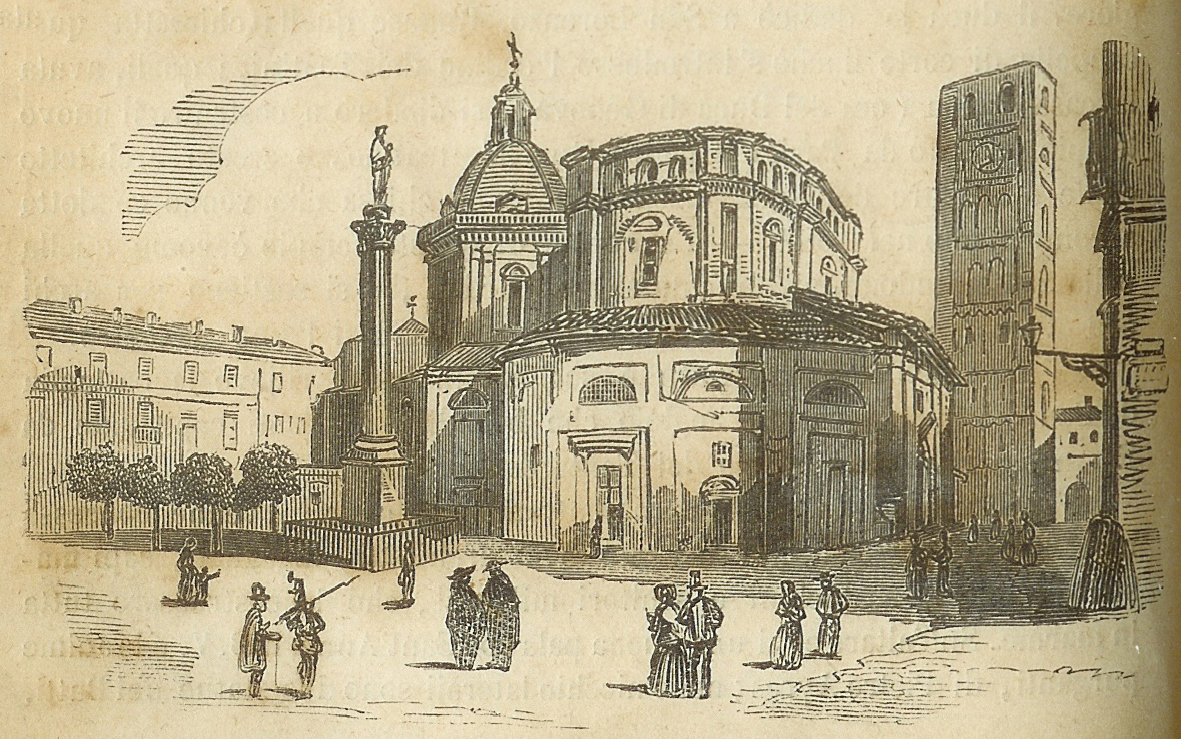
Le sanctuaire en 1852.

Napoléon ayant envahi le Piémont, un décret promulgué par lui supprima de 1802 à 1815 les ordres religieux. Le monastère fut alors transformé en caserne jusqu'à la Restauration. Les moines cisterciens furent remplacés en 1834 par les oblats de Marie-Immaculée à la suite d'une visite apostolique du cardinal Morozzo et conformément au souhait de Luigi Fransoni, archevêque de Turin. De 1858 à 1871, la direction du sanctuaire est assurée par les Franciscains mineurs observants. Le sanctuaire connaît ses ultimes agrandissements entre 1899 et 1904, sous la direction de l'architecte Carlo Ceppi (it) et de l'ingénieur Antonio Vandone.

### Durant la Seconde Guerre mondiale
Le bâtiment mitoyen du sanctuaire est partiellement détruit par un bombardement en août 1943. En janvier de la même année, une procession rassemblant nombre d'habitants de toute la ville était allé à la basilique implorer la protection de la ville.